# Rutger II Kettler

Wapen Kettler / von Ketteler

Rutger II Kettler ook bekend als Rutger von Ketteler heer van Assen en Mellrich en burgman op de Burg Hachen (ca. 1312 - voor 1378). Hij was een zoon van Conrad III Kettler.
Rond 1340 trouwde hij met Elisabeth Vollenspit. Zij was een dochter van Cord Vollenspit (ca. 1292-) en Mette Vrydag/Frydach (ca. 1300-). Het geslacht Vollenspit behoort tot de Duitse Uradel. Uit zijn huwelijk zijn de volgende kinderen geboren:
- een dochter van Rutger II van Ketteler. Zij trouwde met Berthold von Schade heer van Hüsten
- Conrad I Munking Ketteler de oude (ca. 1342 - 1420)

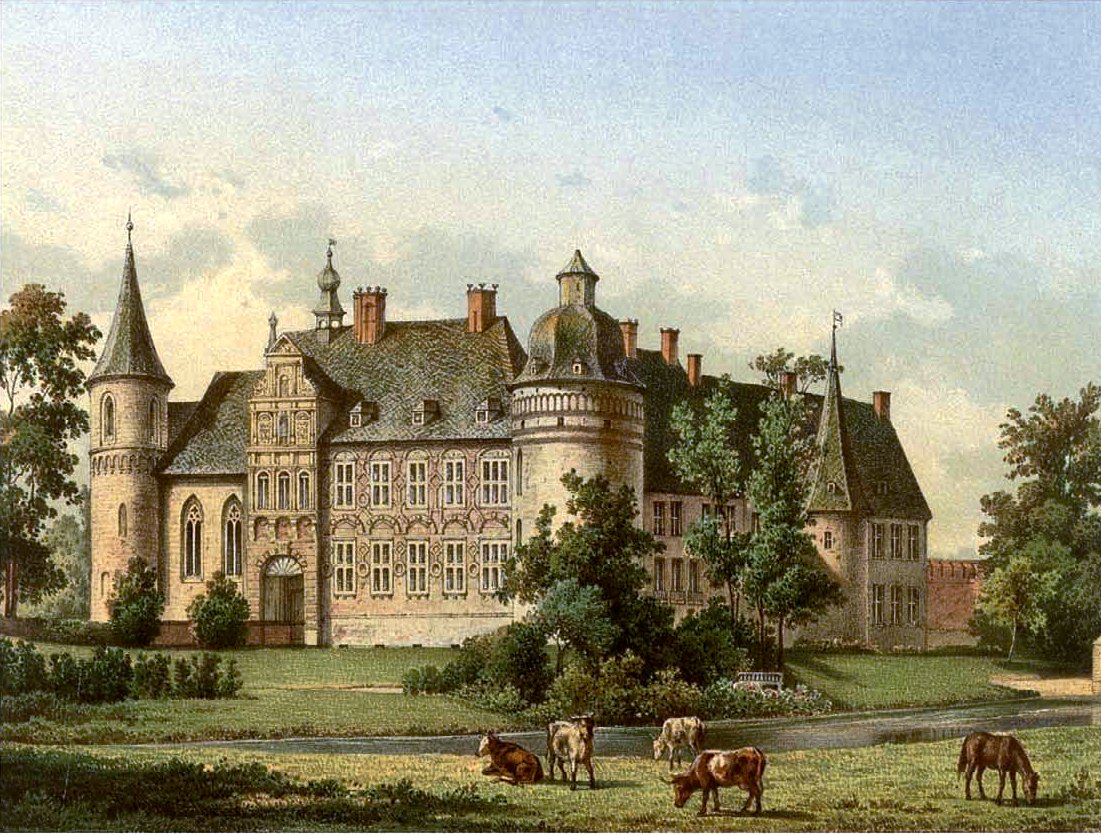
Haus Assen
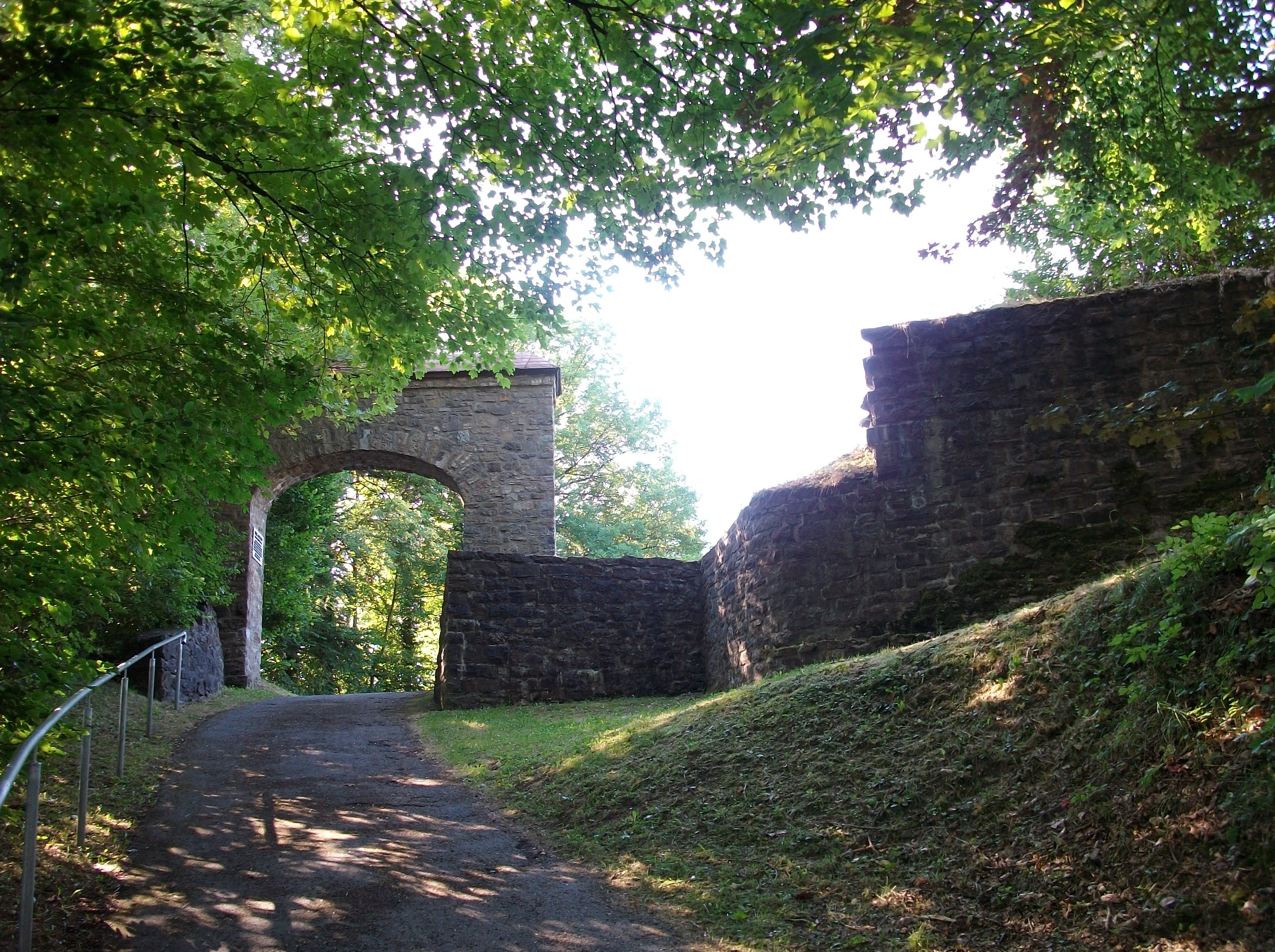
Burg Hachen
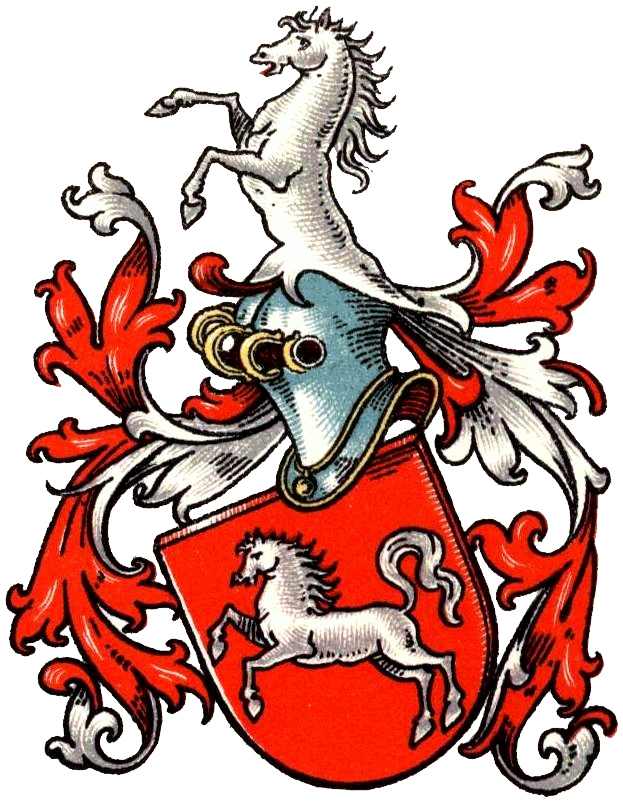
Wapen von Vollenspit
Wapen von Schade